# Ingrid Bruckert
Ingrid Bruckert (* 19. November 1952 in Braunschweig) ist eine ehemalige deutsche Hockeynationalspielerin.

## Karriere
Ingrid Bruckert begann 1965 als Torhüterin mit dem Hockeyspielen, wurde jedoch später zur Feldspielerin umgeschult. In der Ober- und später Bundesliga lief sie für Eintracht Braunschweig auf und gewann mit ihrem Verein vier deutsche Meisterschaften im Feld- und drei Meistertitel im Hallenhockey.
Für die deutsche Nationalmannschaft bestritt die Angreiferin zwischen 1976 und 1984 insgesamt 110 Länderspiele (davon 90 auf dem Feld und 20 in der Halle). 1976 und 1981 wurde Bruckert mit der DHB-Auswahl Weltmeisterin, 1978 und 1979 (IFWHA) Vizeweltmeisterin im Feldhockey. Außerdem gewann sie mit der Nationalmannschaft 1977 und 1981 die Hallenhockey-Europameisterschaft. 1980 gehörte sie zum deutschen Aufgebot für die Olympischen Spiele in Moskau, aufgrund des Olympiaboykotts der Bundesrepublik Deutschland kam es aber nicht zur Teilnahme an dem Turnier.
1977 wurde Ingrid Bruckert das Silberne Lorbeerblatt verliehen.